# Wout Wagtmans
Wout Wagtmans, nacido el 10 de noviembre de 1929 en Sint Willebrord y fallecido el 15 de agosto de 1994 en la misma localidad, fue un ciclista holandés.

## Biographie
En 1949, Wout Wagtmans se convirtió en campeón amateur de Holanda en ruta. 
Fue profesional de 1950 a 1961 y participó en nueve Tour de Francia, donde se clasificó 5º en 1953 y 6.º en 1956. Consiguió llevar el maillot amarillo durante 12 días y consiguió ganar cuatro etapas. También cuenta en su palmarés con tres etapas del Giro de Italia y la victoria en el Tour de Romandía.
Es el primo de Marinus Wagtmans, también ciclista destacado.

## Palmarés
1950
- 2.º en el Campeonato de los Países Bajos en Ruta
- Acht van Chaam

1951
- 3.º en el Campeonato de los Países Bajos en Ruta

1952
- Tour de Romandía, más 1 etapa
- 1 etapa de la Vuelta a los Países Bajos
- 3.º en el Campeonato de los Países Bajos en Ruta
- Acht van Chaam

1953
- 2 etapas del Tour de Francia
- 2 etapas del Tour de Argelia
- 2 etapas de A través de Flandes
- 3.º en el Campeonato de los Países Bajos en Ruta

1954
- 1 etapa del Tour de Francia
- 2 etapas del Giro de Italia
- 2.º en el Campeonato de los Países Bajos en Ruta

1955
- 1 etapa del Tour de Francia
- 3.º en el Campeonato de los Países Bajos en Ruta

1956
- 1 etapa del Tour de Romandía

1957
- Roma-Nápoles-Roma, más 1 etapa
- 1 etapa del Giro de Italia

## Resultados en las grandes vueltas
| Carrera         | 1950 | 1951 | 1952 | 1953 | 1954 | 1955 | 1956 | 1957 | 1958 | 1959 | 1960 | 1961 |
| --------------- | ---- | ---- | ---- | ---- | ---- | ---- | ---- | ---- | ---- | ---- | ---- | ---- |
| Giro de Italia  | -    | -    | -    | -    | 14.º | 9.º  | 13.º | 9.º  | -    | -    | -    | -    |
| Tour de Francia | Ab.  | Ab.  | 25.º | 5.º  | Ab.  | 19.º | 6.º  | Ab.  | -    | -    | -    | Ab.  |
| Vuelta a España | -    | -    | -    | -    | -    | -    | -    | -    | -    | -    | -    | -    |
| Mundial en Ruta | -    | 7.º  | 34.º | 13.º | -    | -    | -    | 17.º | -    | -    | -    | -    |